# Stanley Mendelson
Stanley „Hap“ Mendelson (* 1923; † 4. Oktober 2002) war ein US-amerikanischer Jazzpianist des Dixieland.

## Leben und Wirken
Mendelson wuchs in New Orleans auf und studierte Musik an der Loyola University. Ab den späten 1940er-Jahren spielte er in der traditionellen Jazzszene der Stadt u. a. mit Raymond Burke (mit dem 1948 erste Aufnahmen entstanden), im folgenden Jahrzehnt u. a. auch mit Johnny Wiggs, Papa Jack Laine, Santo Pecora, Lizzie Miles, Monk Hazel, Jack Delaney, Sharkey Bonano, Johnny St. Cyr, Alvin Alcorn, Joe Mares, George Girard und Percy Humphrey. Über zehn Jahre war er Mitglied der Dukes of Dixieland um Jac, Fred und Frank Assunto; Mendelson wirkte auch bei dessen Aufnahmen mit Louis Armstrong mit. In den 1960er-Jahren spielte er noch mit Chink Martin/Joe Capraro; 1974 nahm er das Soloalbum Storyville Piano (Land o’ Jazz) auf. Im Bereich des Jazz war er zwischen 1948 und 1984 an 58 Aufnahmesessions beteiligt, zuletzt mit den N’Orleans Statesmen (A Museum Artifact: The Story of Jazz) um Clive Wilson, Frog Joseph, Joe Darensbourg, Danny Barker und Freddie Kohlman. Mendelson, dessen Spiel stark vom Ragtime-Stil Armand Hugs beeinflusst war, starb im Oktober 2002 im Alter von 79 Jahren.